# Кан (Нормандия)
Кан (фр. Caen [kɑ̃], норманд. Caën, лат. Cadomum) — город и коммуна на северо-западе Франции, префектура (административный центр) департамента Кальвадос. Кан был центром региона Нижняя Нормандия, но после образования региона Нормандия его центром стал Руан, а в Кане располагается Совет региона.

## География
Кан расположен на берегах реки Орн, примерно в 10 км от того отрезка побережья (фр.) пролива Ла-Манш, который имеет среди туристов прозвание «Нормандской Швейцарии» (фр.). С портом Уистреам на берегу Ла-Манша его соединяет проложенный по приказу Наполеона III морской канал (фр.). По территории города также протекает множество мелких рек, в основном забранных в коллекторы.

## История
Первые известия о Кане относятся к правлению герцогов Нормандии, один из которых, Вильгельм Завоеватель, сделал Кан своей столицей. На протяжении всей своей истории Кан разделял судьбу Нормандии; в 1204 году вместе с нею передан Иоанном Безземельным французской короне. В 1346 году англичане взяли его приступом; окончательно вернулся к Франции город только в 1450 году. В 1432 году Джон Ланкастерский, герцог Бедфорд учредил Канский университет, который за свою историю не раз закрывался и возобновлял работу (в современном виде — с 1957 года). 
До отмены Нантского эдикта в 1685 году большинство населения Кана составляли гугеноты. В годы Великой Французской революции город примкнул к жирондистам. Битва за Кан летом 1944 года оставила древний город в руинах. Старинная застройка на две трети погибла. В 1948—1962 годах, согласно плану Маршалла, отстроен был современный город с промышленными зонами и зелёными насаждениями.

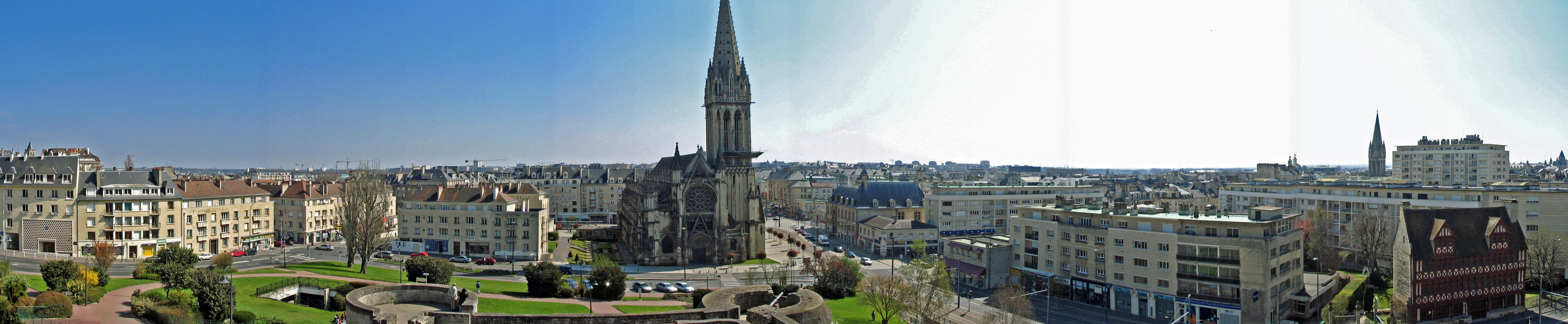
Панорама Кана - вид с замка

## Достопримечательности
- Канский замок XI—XII веков — одна из крупнейших средневековых крепостей на западе Европы. В настоящее время территорию древней твердыни занимают различные художественные и исторические музеи.
- Со времён Вильгельма Завоевателя уцелели прославленные памятники нормандской романики — соборная церковь Святого Стефана при мужском аббатстве и церковь Святой Троицы при женском монастыре. В этих храмах до Французской революции покоились, соответственно, сам Вильгельм Завоеватель и его супруга Матильда Фландрская. Фасад соборной церкви строг и лаконичен, 90-метровые башни увенчаны шпилями XIII века. Остальные здания мужского аббатства перестроены в XVII веке; c 1960 г. в них помещаются органы местного самоуправления. Женский монастырь сильно обновлён трудами соратников Виолле-ле-Дюка.
- Жемчужиной старого Кана считалась ажурная позднеготическая церковь св. Петра. В 1944 году она была разрушена, в настоящее время полностью отреставрирована.
- Из памятников гражданского зодчества интересны особняки XVI века; в одном из них родился поэт Малерб.
- В память о событиях Второй мировой войны в 1988 г. открыт Мемориал мира.

## Климат
| Показатель                    | Янв.  | Фев.  | Март | Апр. | Май  | Июнь | Июль | Авг. | Сен. | Окт. | Нояб. | Дек. | Год   |
| ----------------------------- | ----- | ----- | ---- | ---- | ---- | ---- | ---- | ---- | ---- | ---- | ----- | ---- | ----- |
| Абсолютный максимум, °C       | 16,1  | 20,8  | 22,4 | 26,4 | 30,4 | 33,1 | 36,6 | 35,8 | 33,5 | 27,6 | 19,9  | 17,2 | 36,6  |
| Средний суточный максимум, °C | 7,3   | 8,0   | 10,5 | 12,7 | 16,3 | 19,2 | 21,6 | 21,7 | 19,7 | 15,9 | 10,9  | 8,1  | 14,3  |
| Средняя температура, °C       | 4,5   | 4,9   | 6,9  | 8,8  | 12,0 | 14,8 | 17,0 | 17,0 | 15,1 | 11,9 | 7,7   | 5,4  | 10,5  |
| Средний суточный минимум, °C  | 1,8   | 1,9   | 3,2  | 4,9  | 7,7  | 10,4 | 12,3 | 12,3 | 10,6 | 7,9  | 4,6   | 2,7  | 6,7   |
| Абсолютный минимум, °C        | −19,6 | −16,5 | −7,4 | −5,7 | −0,8 | 1,0  | 4,7  | 4,0  | 1,9  | −3,7 | −6,8  | −9,3 | −19,6 |
| Норма осадков, мм             | 63    | 57    | 56   | 45   | 58   | 52   | 47   | 46   | 61   | 67   | 84    | 69   | 705   |
| Источник: Infoclimat          |       |       |      |      |      |      |      |      |      |      |       |      |       |

## Экономика
Структура занятости населения:
- сельское хозяйство — 0,2 %
- промышленность — 4,4 %
- строительство — 3,6 %
- торговля, транспорт и сфера услуг — 44,9 %
- государственные и муниципальные службы — 46,9 %.

Уровень безработицы (2017) — 18,0 % (Франция в целом — 13,4 %, департамент Кальвадос — 12,5 %). 

Среднегодовой доход на 1 человека, евро (2018) — 20 450 (Франция в целом — 21 730, департамент Кальвадос — 21 490).
В Кане расположена штаб-квартира сельскохозяйственного кооператива Agrial.

## Демография
Динамика численности населения, чел.

## Известные уроженцы, жители
- Роже Гренье (1919–2014) – французский писатель.
- Эжен-Рене Пубель (15 апреля 1831, Кан (Нормандия) — 15 июля 1907, Париж) — французский юрист и государственный деятель.

## Администрация
Пост мэра Кана с 2014 года занимает член партии Республиканцы Жоэль Брюно (Joël Bruneau). На муниципальных выборах 2020 года возглавляемый им правый список победил в 1-м туре, получив 50,79 % голосов (из семи списков).
| Период | Период | Фамилия           | Партия                                  | Примечания |
| ------ | ------ | ----------------- | --------------------------------------- | --- |
| 1970   | 2001   | Жан-Мари Жиро     | Союз за французскую демократию          | адковат, член Генерального совета департамента, сенатор                                                                                        |
| 2001   | 2008   | Брижжит Ле Бретон | Союз за народное движение               | профессор экономики, член Генерального совета департамента, член Регионального совета Нижней Нормандии, депутат Национального собрания Франции |
| 2008   | 2014   | Филипп Дюрон      | Социалистическая партия                 | профессор, член Генерального совета департамента, президент Регионального совета Нижней Нормандии, депутат Национального собрания Франции      |
| 2014   |        | Жоэль Брюно       | Союз за народное движение Республиканцы | финансовый консультант, член Регионального совета Нижней Нормандии                                                                             |

## Города-побратимы
- Вюрцбург, Германия (1962)
- Портсмут, Великобритания (1987)
- Охрид, Северная Македония (2012)
- Решица, Румыния (2012)
- Нашвилл, США (1991)
- Александрия, США (1991)
- Тиес, Сенегал (1992)

## Культура
В Кане базируется барочный оркестр Ар Флориссан (Les Arts Florissants), созданный в 1979 году дирижером Уильямом Кристи и получивший известность благодаря постановкам опер периода барокко.

## Галерея

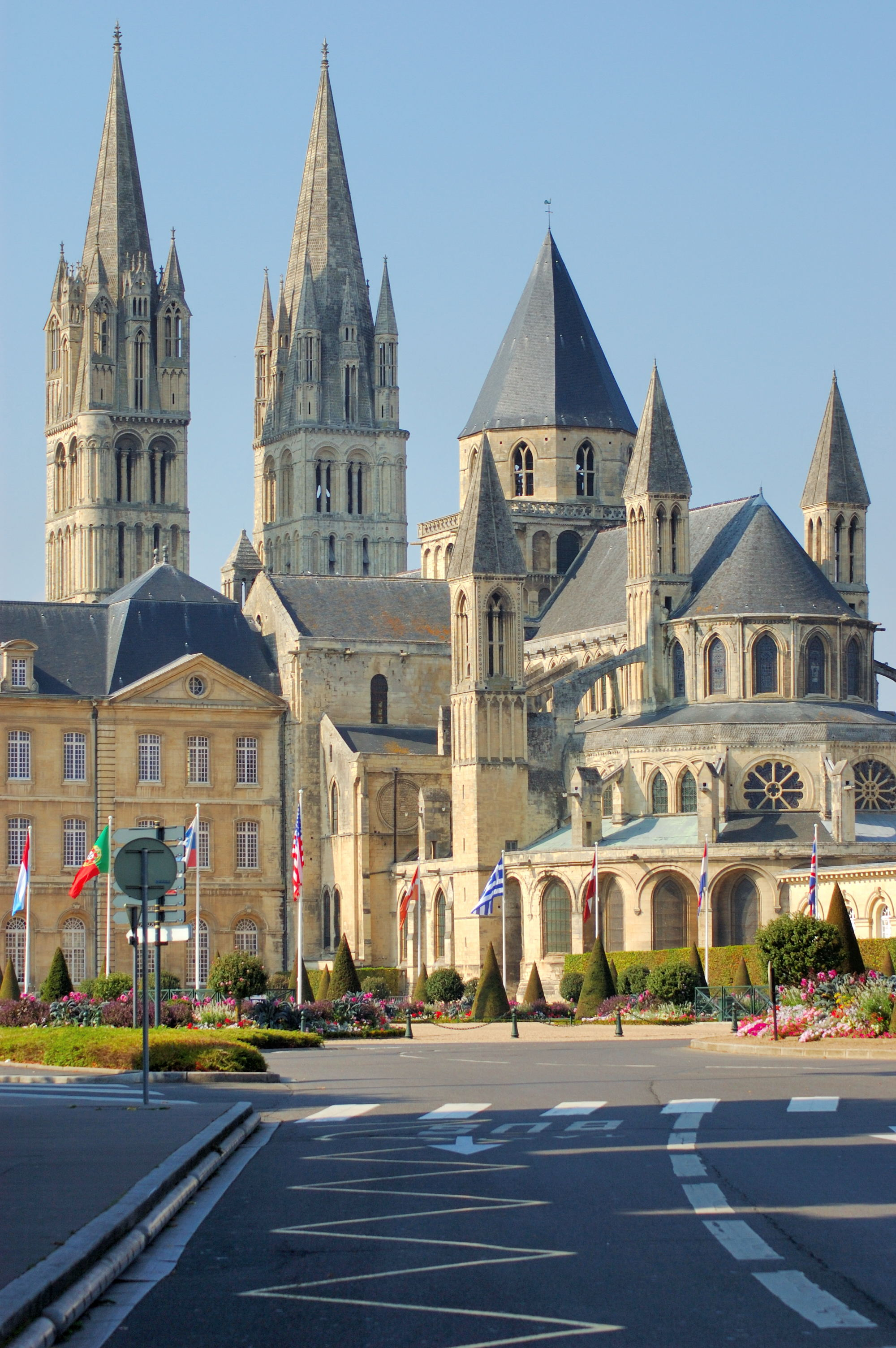
Церковь Святого Стефана
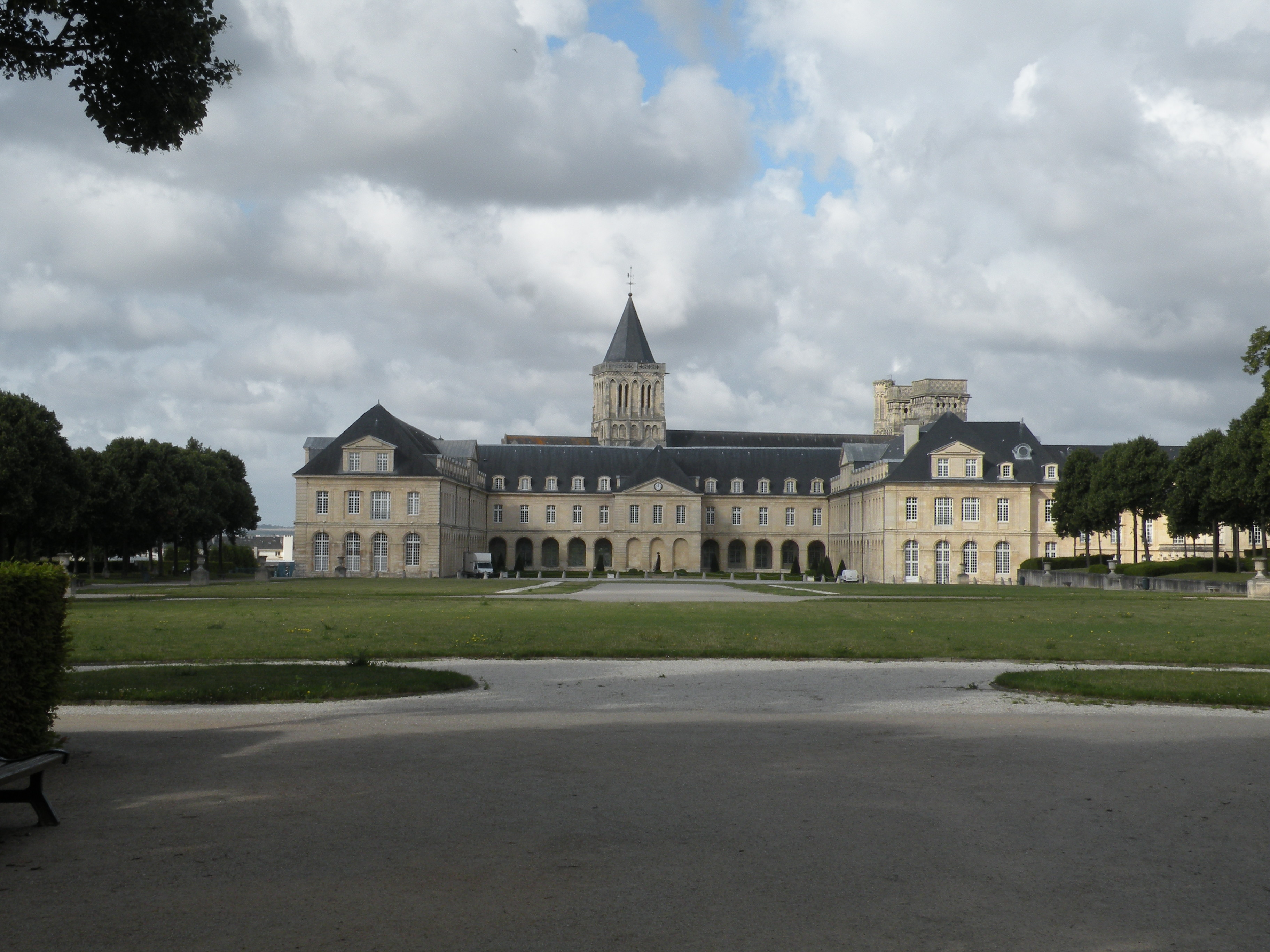
Бывшее аббатство Дам
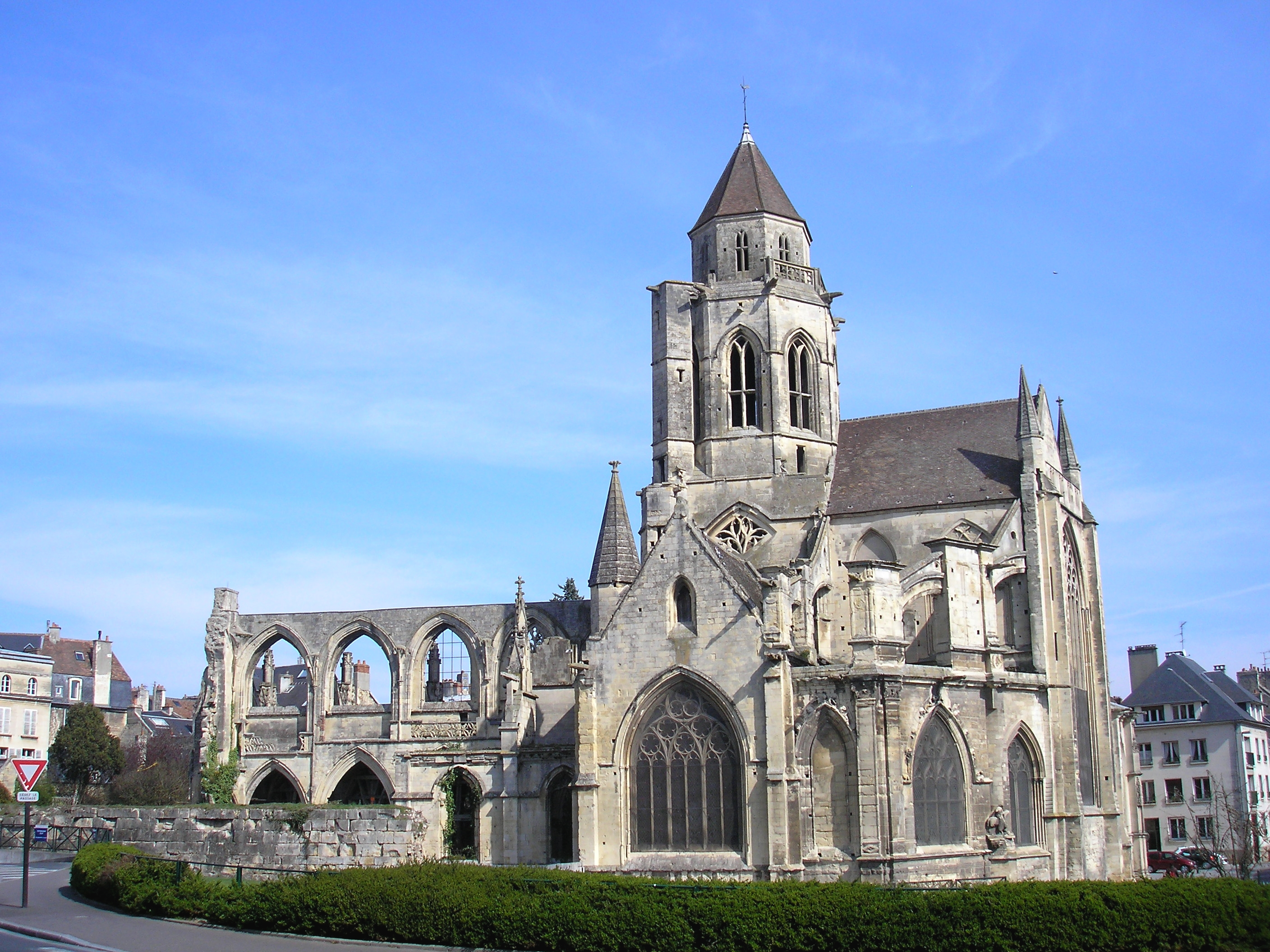
Бывшая церковь Святого Стефана XV века
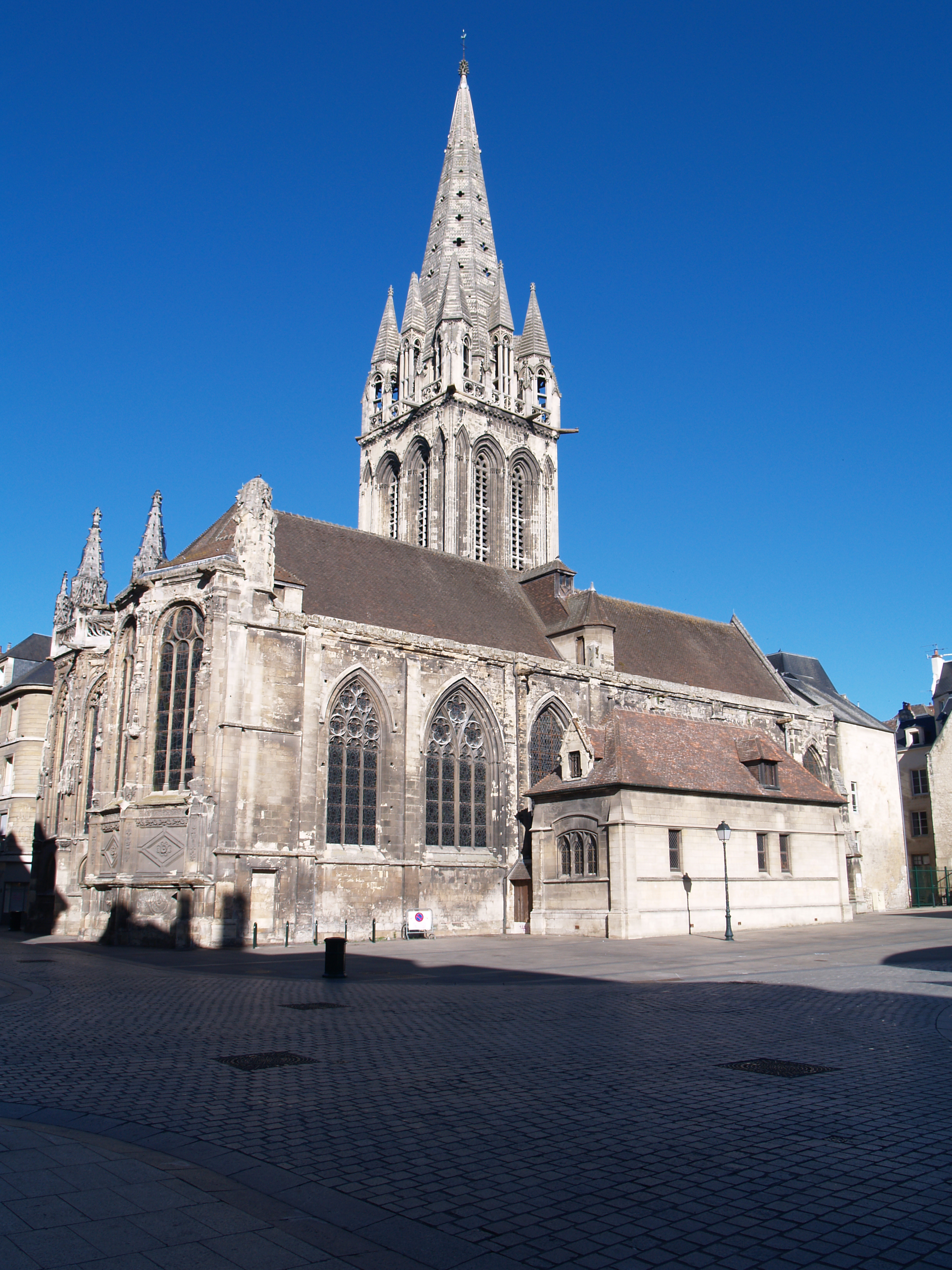
Церковь Святого Спасителя XIV-XV веков
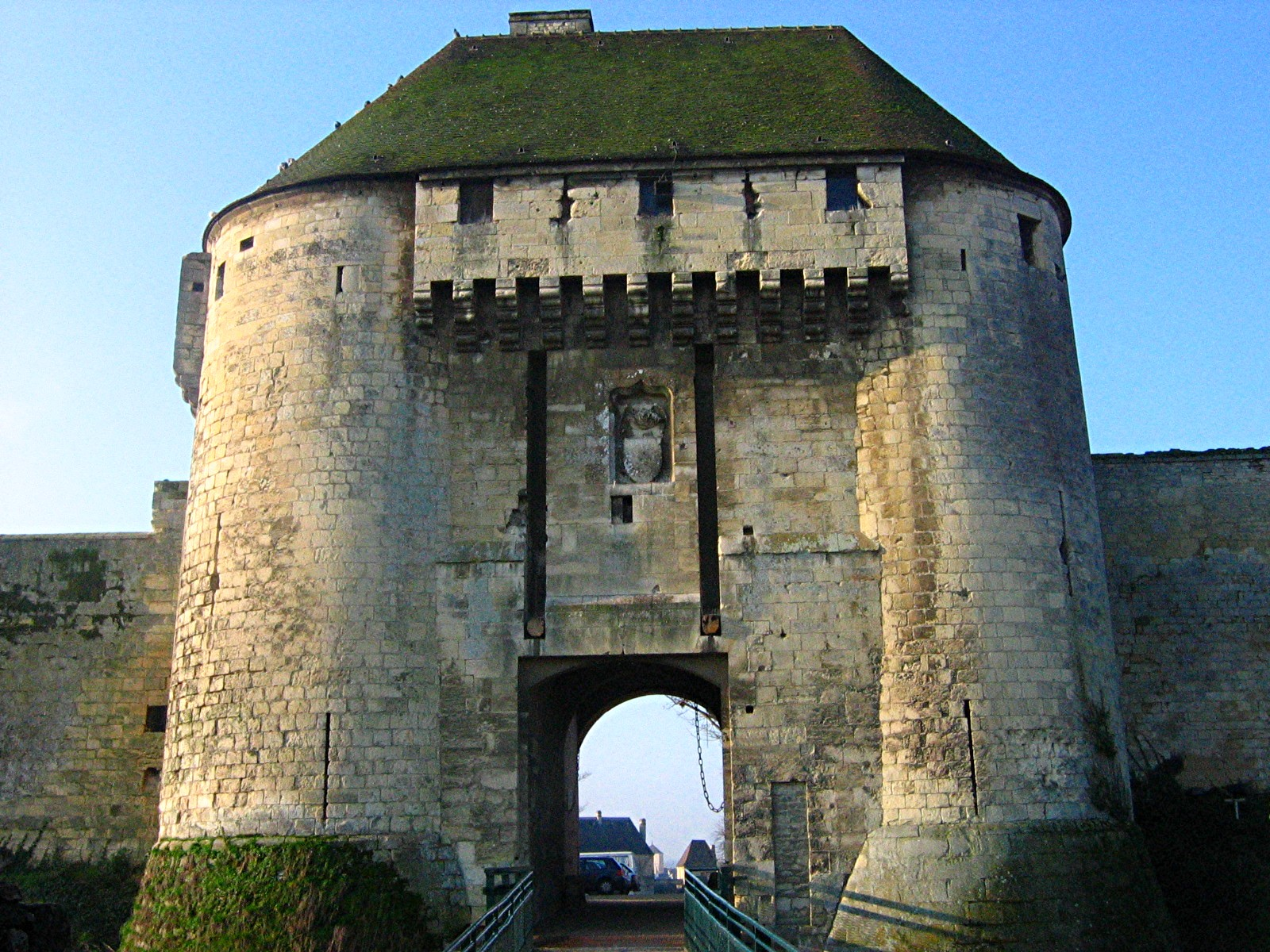
Ворота замка
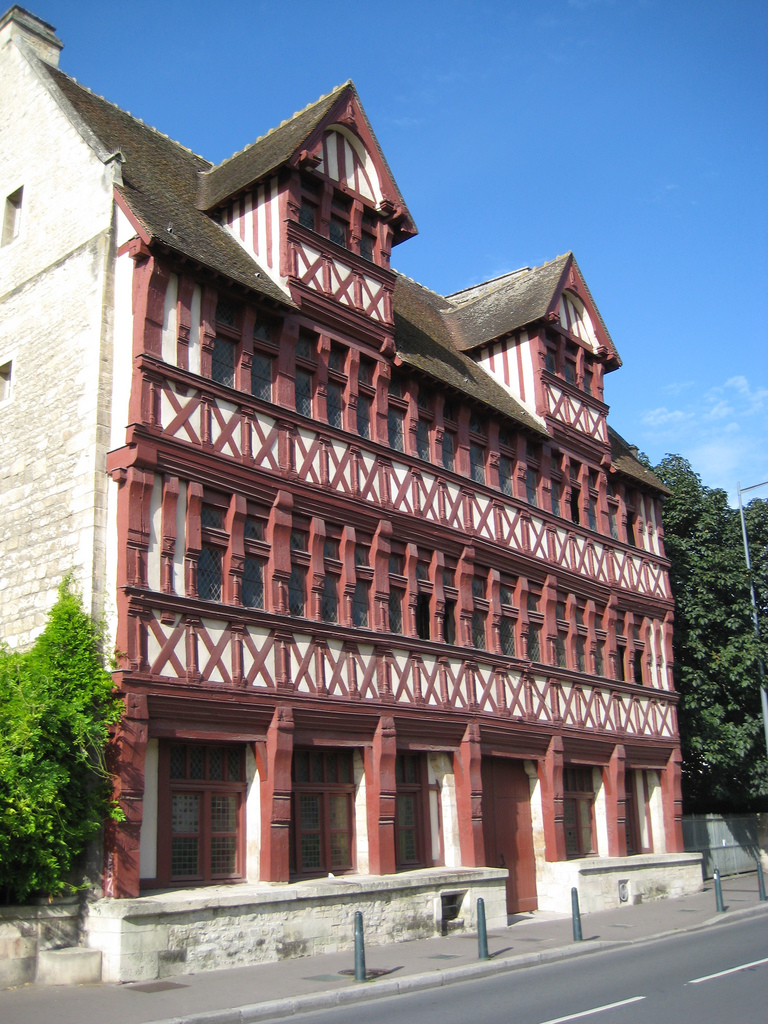
Особняк Катран XV века
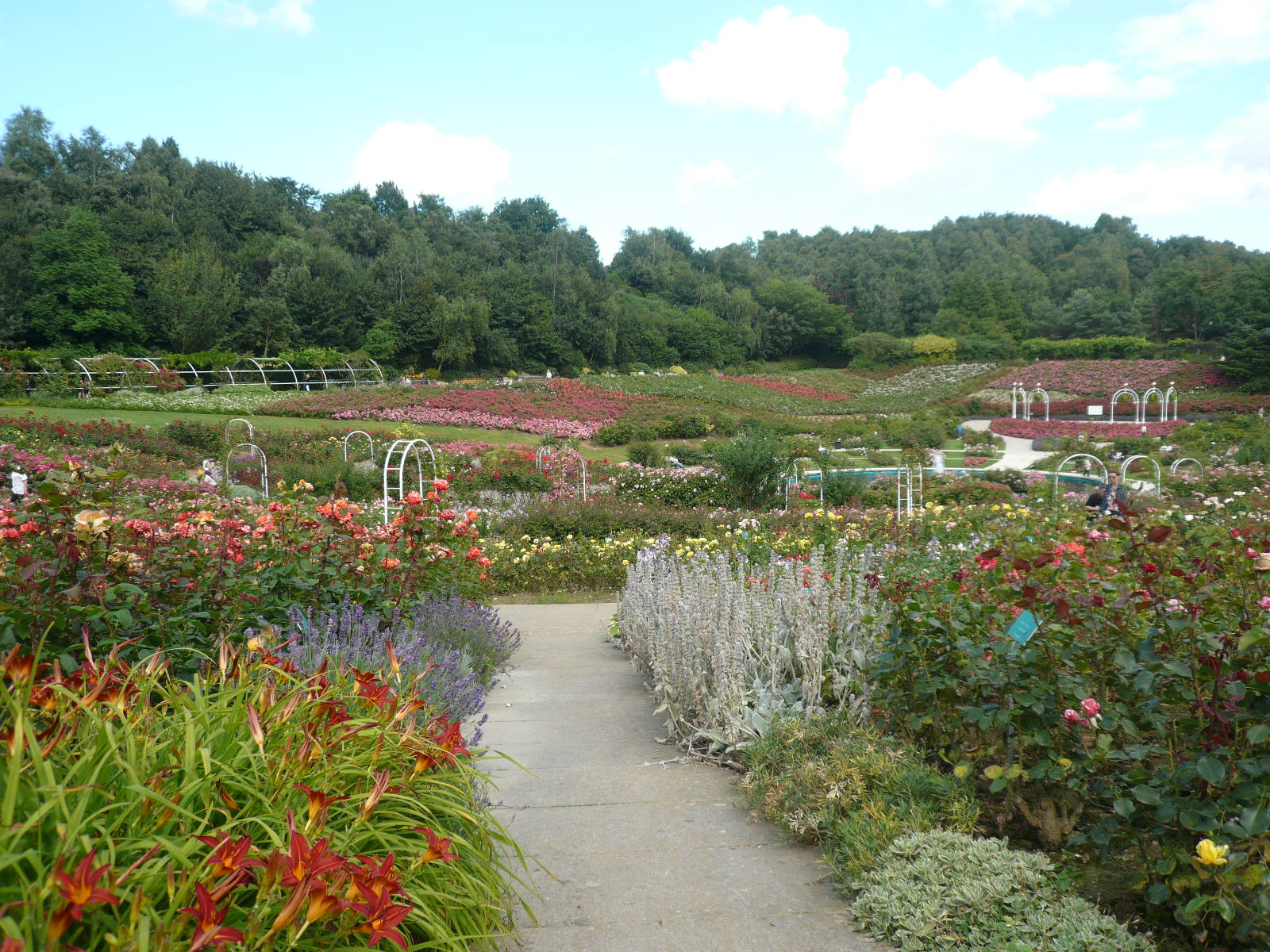
Парк Коллин-о-Уазо (Colline aux Oiseaux)